# I giorni dell'arcobaleno
Chanson ayant remporté le festival de Sanremo
Il cuore è uno zingaro (avec Nada) 
(1971 (it)) Un grande amore e niente più (it)
(1973 (it))
Chanson représentant l'Italie au Concours Eurovision de la chanson
L'amore è un attimo
(1971) Chi sarà con te
(1973)
Singles de Nicola Di Bari
Chitarra, suona più piano
(1971) Occhi chiari
(1972)
I giorni dell'arcobaleno (Les Jours de l'arc-en-ciel) est une chanson interprétée par le chanteur italien Nicola Di Bari parue sur l'album homonyme et sortie en single en 1972.
Après avoir remporté le Festival de Sanremo 1972, la chanson a été sélectionnée pour représenter l'Italie au Concours Eurovision de la chanson 1972.

## À l'Eurovision

### Sélection
C'est la chanson ayant été choisie par la Radiotelevisione Italiana pour représenter l'Italie au Concours Eurovision de la chanson 1972 qui se déroulait le 25 mars à Édimbourg, en Écosse (Royaume-Uni), après avoir remporté le 22e Festival de Sanremo le 26 février 1972.

### À Édimbourg
Elle est intégralement interprétée en italien, langue nationale de l'Italie, comme l'impose la règle de 1966 à 1972. L'orchestre est dirigé par Gian Franco Reverberi.
Il s'agit de la douzième chanson interprétée lors de la soirée, suivant Falter im Wind de Milestones pour l'Autriche et précédant Muzika i ti (en) de Tereza Kesovija pour la Yougoslavie.
À l'issue du vote, elle obtient 92 points et se classe 6e sur 18 chansons,.

## Liste des titres
| A. | I giorni dell'arcobaleno | Nicola Di Bari, Dalmazio Masini, Piero Pintucci | 3:02 |
| B. | Era di primavera         | Nicola Di Bari                                  | 3:05 |

## Classements

### Classements hebdomadaires
| Classement (1972)                   | Meilleure position |
| ----------------------------------- | ------------------ |
| Italie (Discografia internazionale) | 4                  |
| Italie (Musica e dischi)            | 2                  |

### Classements de fin d'année
| Classement (1972)        | Meilleure position |
| ------------------------ | ------------------ |
| Italie (Musica e dischi) | 27                 |

## Historique de sortie
| Pays        | Date | Format   | Label           |
| ----------- | ---- | -------- | --------------- |
| Allemagne   | 1972 | 45 tours | RCA, RCA Victor |
| Espagne     | 1972 | 45 tours | RCA, RCA Victor |
| Grèce       | 1972 | 45 tours | RCA, RCA Victor |
| Italie,     | 1972 | 45 tours | RCA, RCA Victor |
| Portugal    | 1972 | 45 tours | RCA, RCA Victor |
| Yougoslavie | 1972 | 45 tours | Jugoton         |